# سیوسوکه سایتو
سیوسوکه سایتو (انگلیسی: Syuusuke Saito; ۱ مارس ۱۹۹۳ – ) بازیگر، و خواننده اهل ژاپن بود.